# Valerij Klimov
Valerij Aleksandrovič Klimov (in russo Валерий Александрович Кли́мов?; Kiev, 16 ottobre 1931 – 22 febbraio 2022) è stato un violinista e docente russo.

## Biografia
Valerij Klimov è figlio di Aleksandr Klimov, direttore dell’Opera di Kiev e saggista. Dal 1938 Valerij Klimov ha studiato con Pëtr Stoljarskij alla sua Scuola di musica di Odessa e dal 1945 con Veniamin Zinov'evič Mordkovič. Trasferitosi a Kiev nel 1951, Klimov prosegue gli studi con B. S. Fishman al Conservatorio di Kiev. 
Nel 1953 Klimov è ammesso al Conservatorio di Mosca nella classe di David Ojstrach. Prima del diploma (1959) Klimov ha partecipato a diversi concorsi internazionali: nel 1955 si è aggiudicato il 6º premio al Long-Thibaud di Parigi, nel 1956 ha vinto il concorso J. Slavik e F. Ondříček di Praga e nel 1958 ha vinto il primo premio al Čajkovskij di Mosca.
In seguito ha iniziato un’intensa attività concertistica che l’ha portato, dagli anni Sessanta, ad esibirsi sui principali palcoscenici europei, americani ed australiani. In Australia ha soggiornato spesso ed è entrato in contatto con la scuola australiana guidata da Jan Sedivka 
Dal 1965 Klimov è stato assistente al Conservatorio di Mosca; dal 1974 è stato professore (succedendo a David Ojstrach), e nel contempo direttore del dipartimento di violino.
Nel 1972 è stato insignito del titolo di Artista del popolo della Repubblica Socialista Federativa Sovietica Russa.
Nel 1989 ha terminato in suo incarico di docente al Conservatorio di Mosca. Dallo stesso 1989 ha insegnato all'Accademia musicale di Saarbrücken. Ha inciso dischi per diverse etichette discografiche e ha partecipato alla giuria di numerosi concorsi internazionali.